# ألفريد بينيه
ألفريد بينيه (بالفرنسية: Alfred Binet)‏ (8 يوليو 1857 - 18 أكتوبر 1911) عالم نفس فرنسي، مخترع أول اختبار ذكاء. هدفه الرئيسي كان تحديد الطلاب الذين يحتاجون إلى مساعدة خاصة في مناهجهم الدراسية.
بدأت الدراسات العلمية الحديثة للذكاء والقدرات العقلية على يد رجلين: الأول«فرانسيس غالتون» 1822-1911، وهو من أحد رواد علم الإحصاء، وكان يؤمن بأن كل شئ يمكن قياسه، وقد بدأ «غالتون» دراسته المنهجية للذكاء في عام 1884 عندما أسس مختبراً لقياس الذكاء في لندن، واحتفظ به لمدة ست سنوات، وقد قام بجمع عدد ضخم من القياسات للوظائف الحسية- الحركية كسرعة رد الفعل والتمييز الحسي والقوة العضلية والتآزر الحسي-الحركي، وقد بلغت سبعة عشر مقياساً طبقت على عدد كبير من الناس، ويمثل الدور الهام الذي لعبه«غالتون» في دراسة القدرات العقلية عن طريق القياس التجريبي المعملي لبعض الوظائف السيكولوجية، بداية دراسة القدرات العقلية في بدايات القرن العشرين.
أما العالم الثاني فهو "ألفريد بينيه" 1857-1911 وهو عالم نفس تربوي فرنسي، وقد بدأ " بينيه" دراساته بدراسة العلاقة بين حجم الدماغ ووزن المخ وعلاقتهما بالذكاء، وكانت نتائج أبحاثه أنه "لم يجد فروقاً ذات دلالة إحصائية بين الأذكياء و (المتخلفين)
، من حيث حجم الدماغ أو وزن المخ".
وقد تخلى «بينيه» عن دراسة الجوانب الفسيولوجية والحسية- الحركية للذكاء، وقرر بناء مجموعة من المهام التي تقيس الجوانب العقلية العليا، كمهارات الفهم والإستدلال وحل المشكلات.
وفي عام 1908 أصدر «بينيه» مقياس لمفهوم العمر العقلي Mental Age وقرر «بينيه» تحديد مستوى عمري Age Level مناسب لكل مهمة أو مجموعة من المهام، وبذلك أصبحت كل مهمة أو مجموعة مهام مرتبطة بعمر زمني محدد.

## سيرته الشخصية

### التعليم وبداية المسيرة المهنية
وُلد ألفريد بينيه أو ألفريدو بينيتي كما كان يُعرف سابقًا في مدينة نيس، التي كانت جزءًا من مملكة سردينيا حتى ضمِّها إلى الإمبراطورية الفرنسية الثانية عام 1860، وما تبع ذلك من سياسة الفَرنَسة. التحق بينيه بكلية الحقوق في باريس وحصل على شهادته عام 1878، ودرس علم وظائف الأعضاء في جامعة السوربون.
بدأ أول عمل رسمي له في عيادة الأعصاب بمستشفى سالبيترييه في باريس بصفة باحث من عام 1883 إلى 1889. أصبح بعد ذلك باحثًا ومديرًا مساعدًا لمختبر علم النفس التجريبي في جامعة السوربون من عام 1891 إلى 1894، ثم تولى منصب المدير حتى وفاته عام 1911.
تعلم ألفريد بينيه بالاعتماد على نفسه من خلال قراءة الكتب النفسية في المكتبة الوطنية في باريس، وتأثر بأفكار جون ستيوارت ميل الذي كان يعتقد أن العمليات العقلية يمكن تفسيرها وفق مفهوم الارتباطية. ورغم إدراك ألفريد بينيه لاحقًا لحدود هذه النظرية، إلا أن أفكار جون ستيوارت ميل استمرت في التأثير على عمله.
قدم تشارلز فيري ألفريد بينيه إلى جان مارتن شاركو مدير العيادة في مستشفى سالبيترييه في عام 1883، وبذلك انتهت سنوات التعلم الذاتي لان جان مارتن شاركو أصبح مرشده، ووافق ألفريد بينيه على العمل في مختبر الأعصاب في العيادة.
أجرى جان مارتن شاركو تجاربًا على التنويم المغناطيسي خلال فترة عمله هناك، وتأثر ألفريد بينيه بهذه التجارب فنشر أربعة مقالات حول عمله في هذا المجال. دعم ألفريد بينيه آراء جان مارتن شاركو بشدة، بما في ذلك اعتقاده بأن الأشخاص ذوي الأجهزة العصبية الضعيفة وغير المستقرة أكثر عرضة للتنويم المغناطيسي.
توصل ألفريد بينيه وتشارلز فيري ما أسموه بالنقل، بالإضافة إلى تحديدهما لظاهرة الاستقطاب العاطفي والإدراكي. واعتقدا أن هذه الاكتشافات تشكل ظاهرة استثنائية بالغة الأهمية في المجال العلمي.
لكن لم تصمد اكتشافات جان مارتن شاركو وألفريد بينيه وتشارلز فيري أمام التدقيق العلمي الذي أجراه جوزيف دلبوف، إذ توصل إلى أن النتائج كانت بسبب معرفة المرضى مسبقًا بما هو متوقع حدوثه، فتصرفوا وفقًا لذلك. شعر بينيه بأنه ملزم بتقديم اعتراف علني بخطئه لتأييد استاذه. مع ذلك نجح ألفريد بينيه في ترسيخ اسمه على الساحة الدولية في هذا المجال، إذ صرّح مورتون برنس في عام 1904: «ستظل بعض القضايا المتعلقة بالعمليات الآلية اللاواعية مرتبطة دائمًا بأسماء بريور وفرويد في ألمانيا، وجانيت وألفريد بينيه في فرنسا».
ترك هذا الفشل أثرًا عميقًا على ألفريد بينيه، ما دفعه للاستقالة من مستشفى سالبيترييه عام 1890 ولم يذكرها مرة أخرى، حول ألفريد بينيه اهتمامه لدراسة تطور الطفل نظرًا لولادة ابنتيه مارجريت وأليس في عامي 1885 و1887. وصف ألفريد بينيه ابنته أليس بأنها ذات شخصية ذاتية ومارجريت بأنها موضوعية، وطوّر مفاهيم الاستبطان والاستكشاف الخارجي، ليمهد الطريق لاحقًا لنظريات كارل يونغ حول الأنماط الشخصية.
نشر بينيه أكثر من 200 كتاب ومقالة ومراجعة في مجالات علم النفس التجريبي والتطوري والتعليمي والاجتماعي والتفاضلي خلال السنوات الـ 21 التالية لهذا التحول في الاهتمامات المهنية. يشير بيرجين وسايزيك (2001) إلى تأثير هذا العمل على جان بياجيه الذي درس لاحقًا مع تيودور سيمون زميل ألفريد بينيه في عام 1920. ساعدت أبحاث ألفريد بينيه مع ابنتيه في صقل تصوره المتطور للذكاء، لا سيما في ما يتعلق بأهمية مدى الانتباه وقابلية التأثر في التطور العقلي.
حصل ألفريد بينيه على وظيفة عام 1891 في مختبر علم النفس الفسيولوجي في جامعة السوربون. إذ عمل لمدة عام بدون أجر ثم تولى إدارة المختبر بحلول عام 1894 وكهو المنصب الذي شغله حتى وفاته، ما مكّنه من متابعة دراسته حول العمليات العقلية.
يُعرف ألفريد بينيه اليوم بشكل أساسي بإسهاماته في دراسة الذكاء بالتعاون مع سيمون بالرغم من اهتماماته البحثية الواسعة ومنشوراته المتعددة. يفترض وولف أن السبب يرجع إلى عدم ارتباط ألفريد بينيه بجامعة كبرى، كما أنه لم يشغل منصب الأستاذية في مؤسسة مرموقة حيث يمكن للطلاب والتمويل أن يستمروا في تطوير أعماله بسبب عدم دراسته الرسمية المتخصصة في علم النفس. بالإضافة إلى ذلك، لم توفر نظرياته التقدمية الفائدة العملية التي وفّرها مقياس الذكاء الخاص به.
خلال هذه الفترة، شارك ألفريد بينيه في تأسيس أول مجلة علمية في هذا المجال وهي المجلة الفرنسية لعلم النفس L’Année Psychologique، إذ عمل مديرًا ورئيسًا لتحرير المجلة. عمل خلال هذا الوقت مع فيكتور هنري الذي اشتهر لاحقًا بأعماله في الكيمياء الفيزيائية وأصول علم الأنزيمات، على دراسة تأثير الإرهاق العقلي على مكونات البراز.

### المسيرة المهنية المتأخرة واختبار ألفريد بينيه وسيمون
طُلب من ألفريد بينيه في عام 1899 أن يكون عضوًا في الجمعية الحرة لدراسة نفسية الأطفال. شهدت التربية الفرنسية تغييرات كبيرة في نهاية القرن التاسع عشر، بسبب إقرار قانون التعليم الإلزامي للأطفال الذين تتراوح أعمارهم بين السادسة والثالثة عشرة. أُسست الجمعية لمواجهة الضغوط التي مارسها بورنفيل لإنشاء مدارس داخلية مرتبطة بالمصحات للأطفال الذين لا يصلحون للتعليم العادي. كانت هناك بالفعل مدارس للأطفال ذوي الإعاقات الذهنية الواضحة، وكان بورنفيل يريد توسيعها لتشمل جميع الأطفال الذين يُعتبرون غير مناسبين للتعليم العادي، بما في ذلك أولئك الذين يعانون من مشاكل ذهنية بسيطة وغير واضحة.
أصبح السؤالان التاليان ذا أهمية بالغة: أولًا، من يجب أن يعلم الأطفال الذين يعانون من مشاكل في التعلم: المدارس أم المصحات؟ ثانيًا من الذي يقرر ما إذا كان الطفل يعاني من مشكلة في التعلم؟ جادل بورنڤيل بأن هذه المهمة يجب أن تكون من اختصاص الأطباء النفسيين بناءً على الفحص الطبي. بينما كان ألفريد بينيه والجمعية يريان أنه يجب استخدام معايير موضوعية، كي لا يُصنف أي طفل بشكل خاطئ. وبذلك أصبح السؤال المطروح هو: «ما الأسئلة التي يجب طرحها للأطفال الذين يُعتقد أن لديهم مشاكل في التعلم؟»، أراد ألفريد بينيه تحديد الفروق التي تميز الطفل الطبيعي عن الطفل الذي يعاني من مشكلة في التعلم ثم قياس تلك الفروق.
حصل ألفريد بينيه على مساعدة كبيرة من الطبيب النفسي الشاب تيودور سيمون الذي كان يعمل في مصح للأطفال ذوي الإعاقات العقلية. كان تيودور سيمون يمتلك الوصول إلى مئات الأطفال بحكم مكان عمله، وبدأ في تصميم اختبارات تشير إلى درجة الإعاقة الذهنية تحت إشراف إيمري بلين مشرفه في الدكتوراه، إذ وضع 20 سؤالًا لتحديد إمكانية الأطفال الذين أُحيلوا إليه..

## روابط خارجية
- ألفريد بينيه على موقع الموسوعة البريطانية (الإنجليزية)
- ألفريد بينيه على موقع إن إن دي بي (الإنجليزية)